# Fernando Alloni
Fernando Alloni (Milano, 11 maggio 1925 – Milano, 29 gennaio 2015) è stato un pattinatore di velocità su ghiaccio italiano.

## Biografia
Nato nel 1925 a Milano, a 22 anni partecipò ai Giochi olimpici di Sankt Moritz 1948, nei 5000 m, piazzandosi al 37º posto in 9'36"3.